# Puente de Vizcaya
Die Biskaya-Brücke (spanisch Puente (de) Vizcaya, baskisch Bizkaiko Zubia) ist eine Schwebefähre und als Weltkulturerbe von der UNESCO anerkannt. Die am 18. Juli 1893 eröffnete Brücke ist die älteste Schwebefähre der Welt und noch heute in Betrieb.

## Bezeichnung
Die Anlage wird auch Puente de Portugalete oder nach ihrem Erbauer, dem baskischen Architekten und Ingenieur Alberto Palacio Elissague, Puente Palacio genannt. In Spanien ist sie aber vor allem unter dem Namen Puente Colgante („Hängende Brücke“) bekannt. Es handelt sich allerdings nicht um eine Hängebrücke im technischen Sinne, sondern um eine Schwebefähre (also eine Hochbrücke, die das Gleis einer Hängebarke trägt).

## Geografische Lage
Die Schwebefähre verbindet die Gemeinde Portugalete mit dem Stadtteil Las Arenas der Gemeinde Getxo in der Agglomeration von Bilbao, in der Autonomen Gemeinschaft Baskenland, Provinz Bizkaia. Die beiden Orte werden durch die Ría de Bilbao, die für Seeschiffe befahrbare Mündung des Flusses Nervión in den Golf von Biskaya, getrennt. Die Brücke ist mittels Metro (L 1, Station Areeta in Getxo sowie L 2, Station Portugalete) sowie mittels Cercanías (C-1, Stationen Portugalete oder Peñota) sehr gut erreichbar.

## Technische Daten
Die 400 Tonnen schwere Anlage besteht aus zwei 61 Meter hohen Stahlfachwerktürmen an beiden Ufern mit einem zwischen ihnen aufgehängten 160 Meter langen horizontalen Traggerüst in einer lichten Höhe von 45 Meter. Die Türme sind, dem Konstruktionsprinzip einer Hängebrücke folgend, durch diagonal verlaufende Seile im Hinterland verankert. Am Traggerüst hängt eine 15 × 10,4 Meter große Transportbarke, mit der Personen und Autos (bis zu sechs Pkw) transportiert werden können. Die aufnehmbare Nutzlast ist allerdings auf 22 Tonnen begrenzt. Zusätzlich gibt es noch einen Fußgängerüberweg im oberen Teil der Hochbrücke, der per Aufzug zu erreichen ist. Die Schwebefähre war die erste ihrer Art und stand Modell für etwa 20 ähnliche Anlagen in Europa, Afrika und Amerika. Ab 1916 wurde wegen der relativ geringen Kapazität solcher Anlagen deren Bau aufgegeben. Heute sind weltweit noch acht Schwebefähren in Betrieb.

## Geschichte

### Bau
Die Schwebefähre wurde von dem im französischen Baskenland geborenen Ingenieur und Architekten Alberto Palacio, einem Schüler Gustave Eiffels, entworfen und zusammen mit dem Ingenieur Ferdinand Arnodin gebaut. Die Konstruktion diente dem wachsenden Verkehr der an beiden Ufern gelegenen Bäder. Palacio sah sich der Herausforderung gegenübergestellt, eine Querung zu schaffen, die den Schiffsverkehr nicht behindert und ohne langgezogene Rampen auskommt, da dafür im Stadtgebiet kein Raum war. Er löste das Problem durch eine Stahlkonstruktion, die durch Drahtseile stabilisiert wird. Die Bauarbeiten begannen 1890. Die Brücke wurde 1893 fertiggestellt und am 18. Juli des Jahres eröffnet.

### Zerstörung und Wiederaufbau
Die horizontale Verbindung wurde 1937 während des spanischen Bürgerkrieges zerstört, um den Vormarsch von Francos Truppen aufzuhalten. Dabei wurden auch die Türme auf beiden Uferseiten in Mitleidenschaft gezogen. Alberto Palacio musste von seinem Haus in Portugalete aus mit ansehen, wie sein Meisterwerk teilweise zerstört wurde. Er starb zwei Jahre später. Nach dem Krieg wurde das Traggerüst wieder aufgebaut und die Schwebefähre 1941 wieder in Betrieb genommen. 1964 wurde die alte Gondel durch eine neuere ersetzt, die sich nach den aerodynamischen Prinzipien richtete und aus seewasserbeständigem Stahl gefertigt wurde. 1991 wurde ein für Abendveranstaltungen konzipierte Lichtanlage aus über 900 Leuchten angebracht.

### Heutige Nutzung

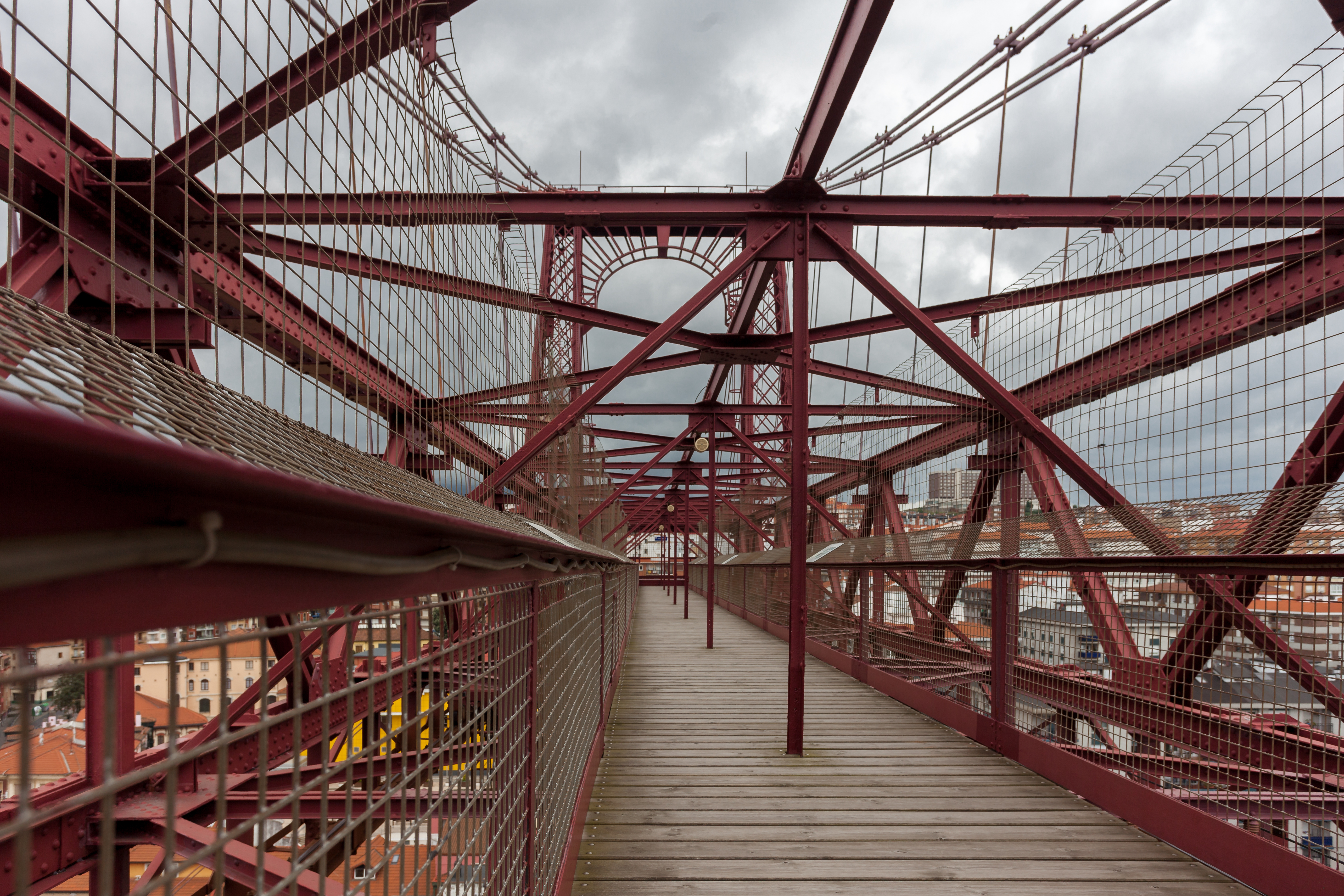
Der Panoramaweg auf der Puente de Vizcaya

Die Fähre wird von der Gesellschaft El Transbordador de Bizkaia, S.L. betrieben und ist das ganze Jahr über täglich von morgens fünf bis abends zehn Uhr geöffnet. Im Abstand von acht Minuten werden während der Betriebszeiten Autos und Personen übergesetzt. Die Überfahrt dauert eineinhalb Minuten und kostet für eine Fahrt in der Kabine 55 Cent (Stand: Mai 2024).
Die Überquerung der Ría de Bilbao auf der Brücke zu Fuß kostet zehn Euro (Stand: Mai 2024). Man wird mit einem Aufzug in die Höhe befördert und läuft oberhalb des Antriebs über einen Panoramaweg auf die jeweils andere Seite. Dieser Panoramaweg wurde am 23. Juli 1999 im Beisein des spanischen Königs Juan Carlos I. und Königin Sofia eingeweiht.
Die Brücke ist fest in das Verkehrsnetz von Bilbao eingebunden und erspart den Fahrgästen einen Umweg von fast zwanzig Kilometern Autobahn.

## Welterbe
Am 13. Juli 2006 wurde die Schwebefähre durch die UNESCO zum Weltkulturerbe erklärt. Die UNESCO erachtet das Bauwerk als eine der herausragenden Stahlbaukonstruktionen aus der Zeit der Industriellen Revolution. In der Erklärung heißt es:

“Vizcaya Bridge, through the development of the hanging transporter mechanism and its fusion of iron working technology with new steel cables, created a new form of construction that influenced the development of bridges around the world over the next three decades and exported French and Spanish technologies.”

„Mit der Biskaya-Brücke wurde durch die Entwicklung eines hängenden Beförderungsmechanismus und die konstruktive Verbindung des Stahlbaus mit der neuen Drahtseiltechnik eine neue Bauweise geschaffen, welche die Entwicklung des Brückenbaus in den folgenden drei Jahrzehnten weltweit beeinflusst und zum Export französischer und spanischer Technologie beigetragen hat.“